# Michael Cook (storico)
Michael Allan Cook (24 dicembre 1940) è uno storico e islamista britannico, coautore, con la studiosa danese Patricia Crone, di un'opera di notevole impatto, Hagarism: The Making of the Islamic World, e di un'altra che tratta l'argomento del jihād (Understanding Jihad).

## Biografia
Ha compiuto i suoi studi di Storia e di Studi orientalistici al King's College di Cambridge tra il 1959 e il 1963 e gli studi post laurea nella School of Oriental and African Studies (SOAS) dell'University of London tra il 1963 e il 1966, sotto la guida del professore Bernard Lewis. È stato lecturer di Storia economica", con particolare riguardo per il Vicino Oriente alla SOAS (1966-1984), e Reader di Storia del Vicino e Medio Oriente (1984-1986).
 
Nel 1986 è stato nominato "Cleveland E. Dodge Professor of Near Eastern Studies" presso l'Università di Princeton (New Jersey). 
Nel 2014 gli è stato assegnato il Premio Holberg. 
Nel 2019 gli è stato assegnato il Premio Balzan.

## Opere
- Population Pressure in Rural Anatolia, 1450-1600, 1972
- con Patricia Crone, Hagarism: The Making of the Islamic World, 1977
- Muhammad (Past Masters), 1983
- The Koran: A Very Short Introduction, 2000
- Commanding Right and Forbidding Wrong in Islamic Thought, 2001 (vincitore dell'Albert Hourani Book Award)
- Forbidding Wrong in Islam: An Introduction, (Themes in Islamic History), Cambridge, Cambridge University Press, 2003
- Early Muslim Dogma: A Source-Critical Study, 2003
- Understanding Jihad, Berkeley, CA, University of California Press, 2003
- Studies in the Origins of Early Islamic Culture and Tradition, 2004
- A Brief History of the Human Race, 2005
- Ancient Religions, Modern Politics. The Islamic Case in Comparative Perspective, Princeton University Press, 2014 ISBN 978-0-691-14490-0.